# 贝蒂·麦金农
贝蒂·麦金农（英語：Betty McKinnon，1925年1月13日—1981年6月24日），澳大利亚女子田径运动员，主攻短跑。她曾代表澳大利亚参加1948年夏季奥林匹克运动会田径比赛，获得女子4×100米接力银牌。